# Amiet-Chan Sułtan
Amiet-Chan Sułtan (ros. Амет-Хан Султан, krymskotat. Amethan Sultan, ur. 25 października 1920 w Ałupce, zm. 1 lutego 1971 w obwodzie moskiewskim) – radziecki pilot wojskowy, as myśliwski II wojny światowej, dwukrotny Bohater Związku Radzieckiego (1943 i 1945).

## Życie
Urodził się na Krymie w rodzinie mieszanej: ojciec był z pochodzenia Lakiem, a matka krymską Tatarką. Uczył się w szkole w Ałupce, a w 1937 ukończył szkołę kolejową w Symferopolu. W drugiej połowie lat 30. wstąpił do aeroklubu w tymże mieście. Od 1939 roku służył w Armii Czerwonej, rok później ukończył wojskową szkołę lotniczą i w dniu ataku Niemiec hitlerowskich na Związek Radziecki wykonał pierwszy lot bojowy. Walczył do końca wojny, latając początkowo na samolocie I-153, a później także na Jak-7 i brytyjskim Hawker Hurricane. Wykonywał często po kilka lotów dziennie, w 1942 roku według radzieckich źródeł strącił niemiecki Ju 88 poprzez staranowanie, samemu szczęśliwie lądując na spadochronie.
Za zasługi bojowe przeniesiono go do 9 Gwardyjskiego pułku asów myśliwskich. 24 sierpnia 1943 roku przyznano mu po raz pierwszy tytuł Bohatera Związku Radzieckiego. Walczył m.in. w bitwie o Briańsk, Stalingrad, Prusy Wschodnie i Berlin. Ostatni nieprzyjacielski samolot zestrzelił pod koniec wojny nad berlińskim lotniskiem Tempelhof. Ogółem w czasie wojny uzyskał 30 zwycięstw powietrznych. Za ten wyczyn otrzymał po raz drugi tytuł Bohatera Związku Radzieckiego, a jego rodzinę na osobisty rozkaz Stalina wyłączono z deportacji Tatarów z Krymu do Kazachstanu w 1944 roku.
Po zakończeniu wojny Amiet-Chan Sułtan służył w 9 Gwardyjskim lotniczym pułku myśliwców w Kobryniu w Białoruskim Okręgu Wojskowym, a od lutego 1947 był pilotem doświadczalnym w mieście Żukowskij. Zginął 1 lutego 1971 roku w czasie próby doświadczalnej samolotu. Został pochowany na Cmentarzu Nowodziewiczym w Moskwie.

## Awanse
- młodszy porucznik (5 marca 1940)
- porucznik (25 marca 1942)
- starszy porucznik (28 września 1942)
- kapitan (19 lutego 1943)
- major (25 marca 1944)
- podpułkownik rezerwy (22 lipca 1957)

## Odznaczenia i nagrody
- Złota Gwiazda Bohatera Związku Radzieckiego (dwukrotnie, 24 sierpnia 1943 i 29 czerwca 1945)
- Order Lenina (trzykrotnie, 23 października 1942, 24 sierpnia 1943 i 29 czerwca 1945)
- Order Czerwonego Sztandaru (czterokrotnie, 31 lipca 1942, 13 października 1943, 20 kwietnia 1945 i 3 lutego 1953)
- Order Aleksandra Newskiego (7 kwietnia 1944)
- Order Wojny Ojczyźnianej I klasy (20 stycznia 1945)
- Order Czerwonej Gwiazdy (3 listopada 1944)
- Order „Znak Honoru” (31 lipca 1961)
- Nagroda Stalinowska (1953)[2]

I medale.

## Upamiętnienie
Jego imieniem nazwano plac i ulicę w Symferopolu, prospekt w Machaczkale, ulice w Kazaniu, Ałupce, Eupatorii, Krasnoperekopsku, Sudaku, Teodozji, Żukowskim, Izberbaszu, Kaspijsku, Chasawjurcie i wielu innych miejscowościach.

## Postać Amiet-Chan Sułtana w kulturze
Na podstawie wydarzeń historycznych wysiedlenia Tatarów krymskich i wątków biograficznych z życia Amiet-Chan Sułtana powstał pierwszy krymsko-tatarski film na temat wysiedlenia: „Chajtarma”.